# Coelidium perplexum
Coelidium perplexum là một loài thực vật có hoa trong họ Đậu. Loài này được (Eckl. & Zeyh.) Granby mô tả khoa học đầu tiên.